# Musée MORE
Pour les articles homonymes, voir More.
Le musée MORE, acronyme de MOdern REalisme, est un musée d'art moderne situé à Gorssel aux Pays-Bas, qui est consacré à l'art moderne et réaliste néerlandais. Il est situé dans l'ancien hôtel de ville de Gorssel, qui a été préalablement agrandi avec sept espaces d'exposition. L'extension a été conçue par l'architecte Hans van Heeswijk. Moins d'un an après l'ouverture au public le 2 juin 2015, le musée a pu accueillir son cent millième visiteur. Une deuxième branche du Museum MORE, au château de Ruurlo dans la municipalité de Berkelland dans la province de Gueldre, a été inaugurée le 23 juin 2017 par Pieter van Vollenhoven. S’y trouve la collection Carel Willink/Fong Lent.

## Collection
La collection Hans Melchers est hébergée au Museum MORE et se compose d'un grand nombre d'œuvres d'artistes réalistes néerlandais modernes, en particulier de peintres. Melchers a acquis une grande partie de la collection en achetant la DS Art Collection à la succession de la DSB Bank, après la faillite de celle-ci.
La collection comprend des œuvres de Carel Willink, Jan Mankes, Pyke Koch, Dick Ket, Raoul Hynckes, Wim Schuhmacher (nl), Charley Toorop, Jan Beutener (nl), Co Westerik (nl), Barend Blankert (nl), Philip Akkerman (nl), Erwin Olaf et Annemarie Busschers.

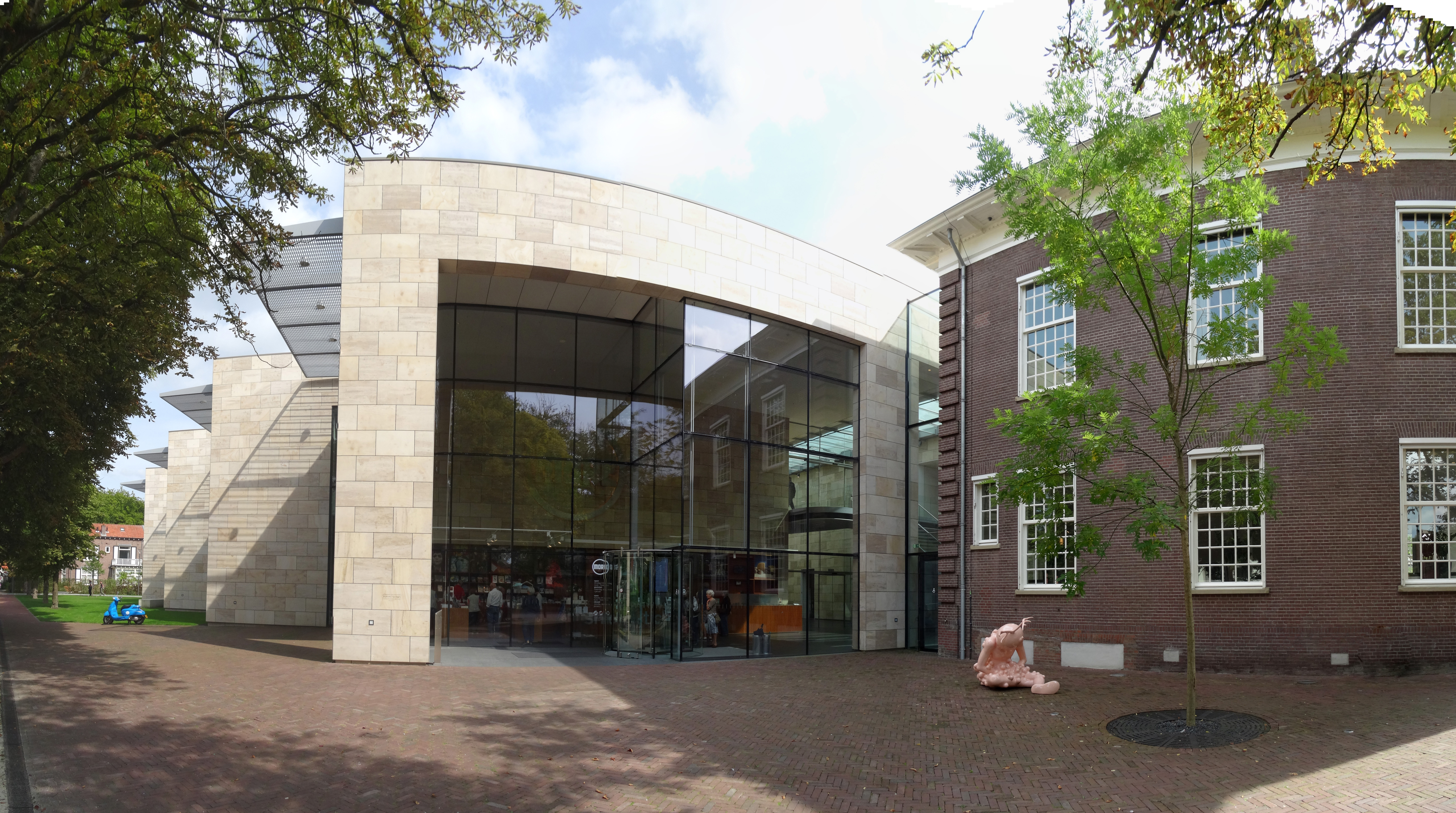
L’entrée du musée

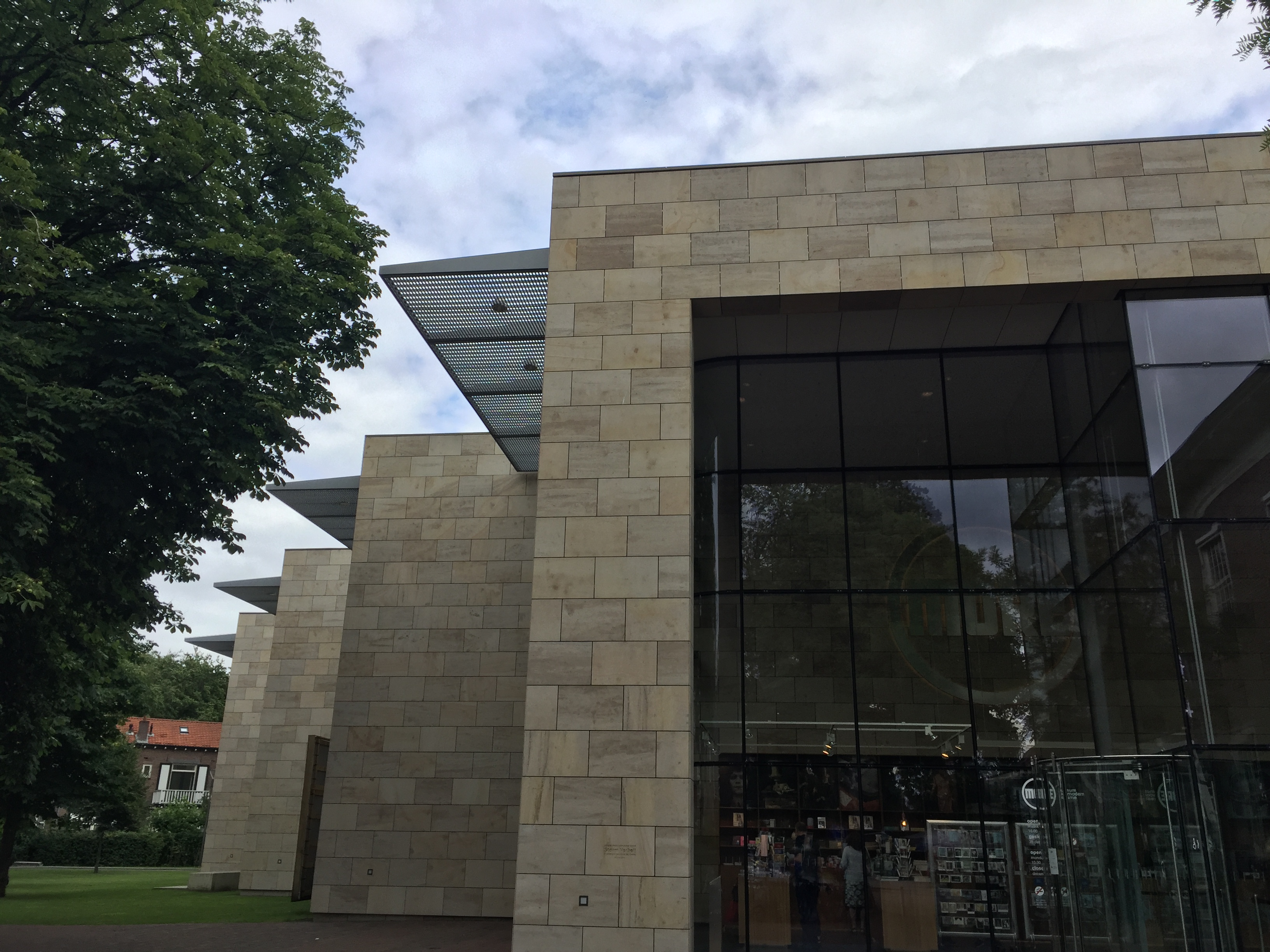
L’entrée de face
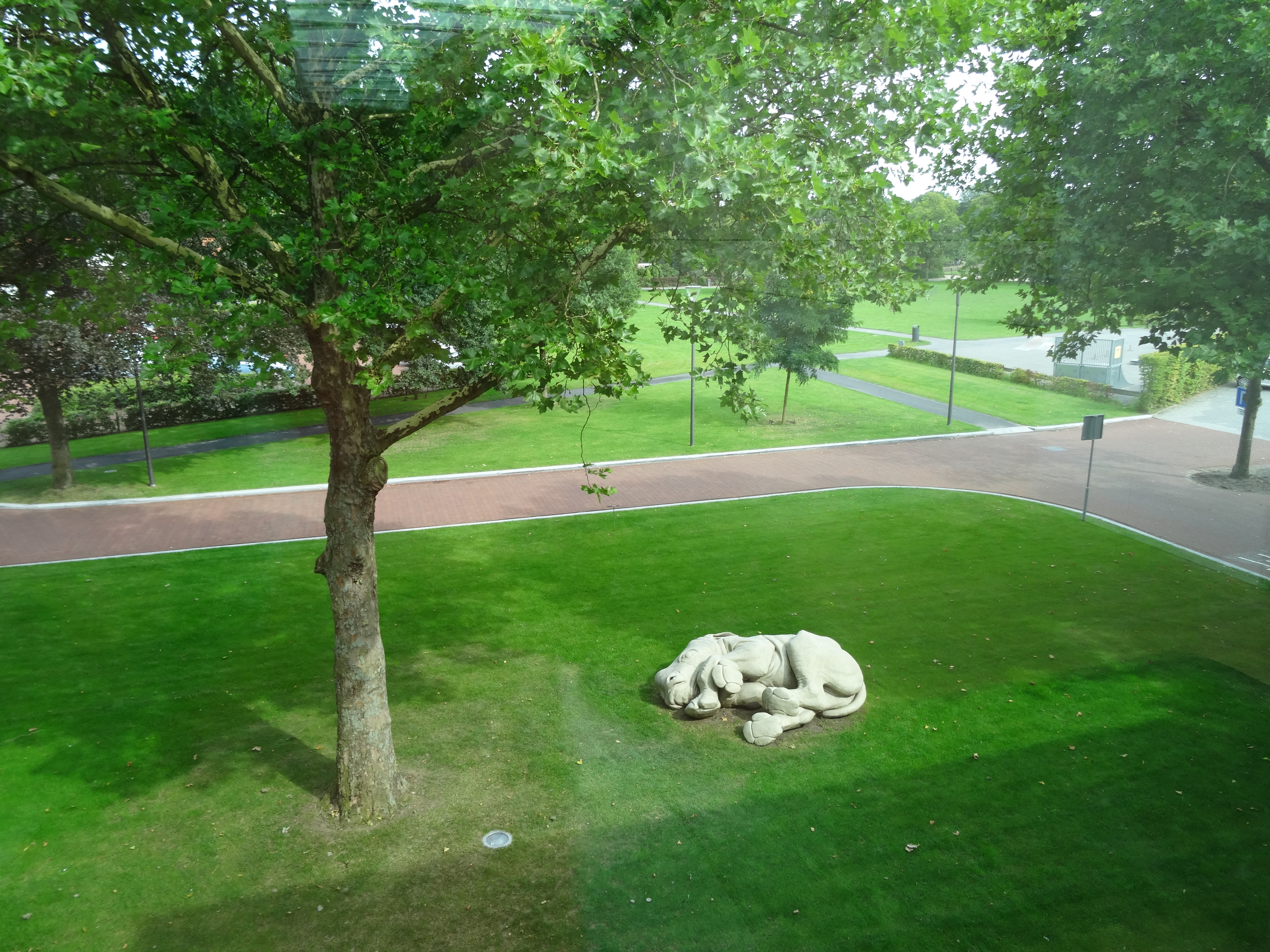
Ortus de Miriam Knibbeler
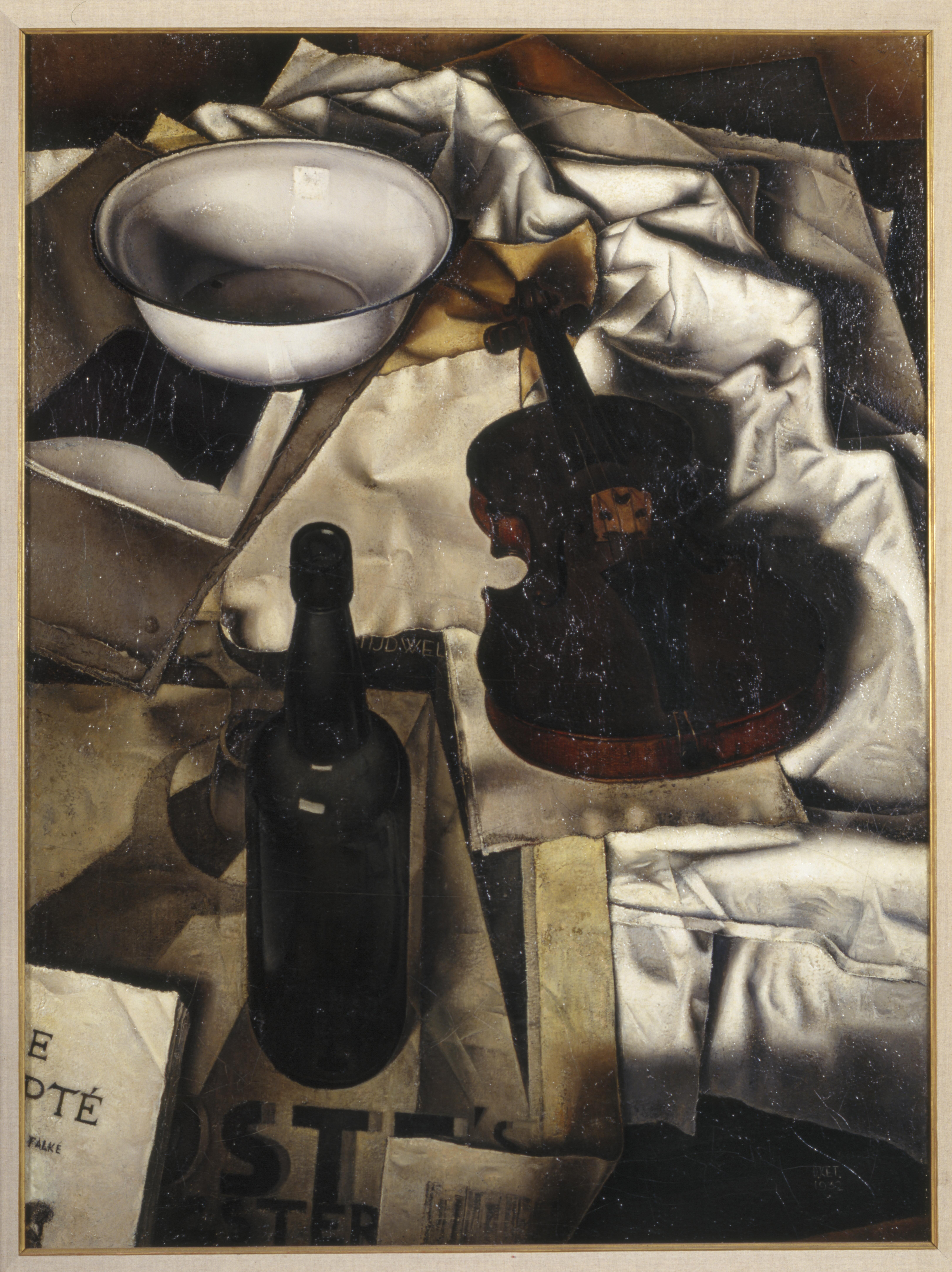
Stilleven met viool (Nature morte au violon) de Dick Ket
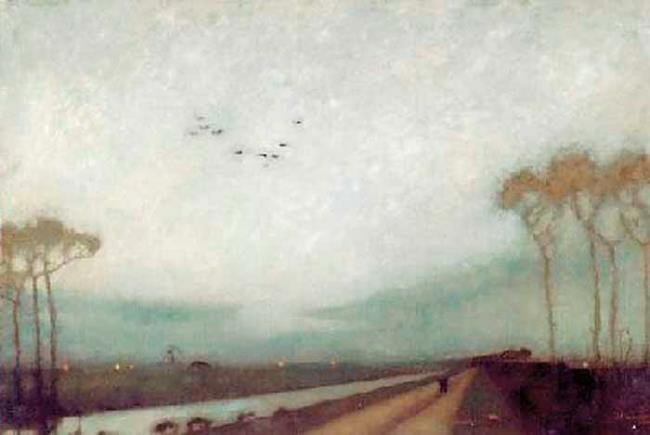
Avondschemering (Crépuscule) de Jan Mankes
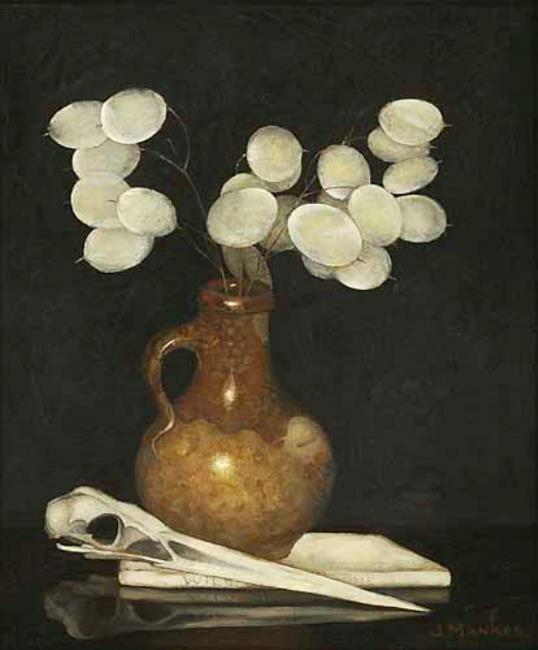
Kruikje met judaspenning (Cruche avec médaille de Judas) de Jan Mankes
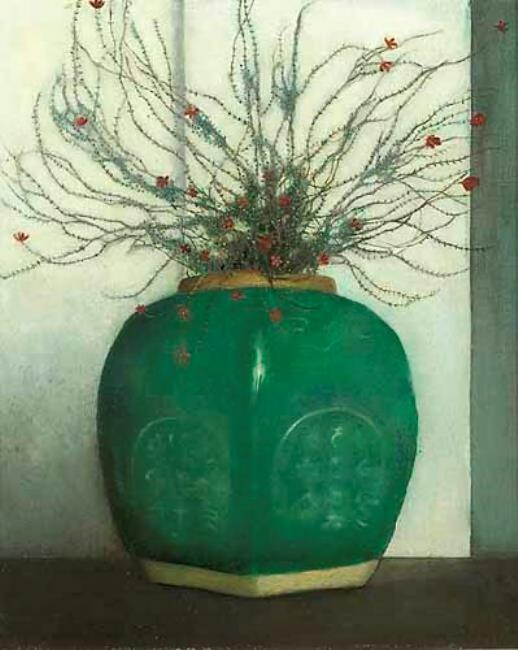
Gemberpot met dopheide (Pot de gingembre avec de la bruyère) de Jan Mankes